# Hope Project
Das Hope Project Nizamuddin (Sufi Inayat Khan Dargah Hope Project) ist ein unabhängiges, interkonfessionelles Sozialprogramm in Neu-Delhi (Indien), das aus indischen, europäischen und amerikanischen Spendengeldern getragen wird. Es ist im Stadtteil Nizamuddin Basti gelegen. Ursprünglich war das Hope Project ein „Milchvergabeprojekt“, das der im Jahr 2004 verstorbene Pir Vilayat Inayat Khan am Grabmal seines Vaters, des im Westen bekannten Sufi-Lehrers Hazrat Inayat Khans, 1975 ins Leben rief. Inzwischen hat es sich zu einem multidimensionalen Projekt mit 70 Mitarbeitenden in den verschiedenen Programmen entwickelt, dies auch in andere Stadtteile ausstrahlen. Schirmherr des Projektes ist zurzeit Pir Zia Inayat Khan, der Sohn Pir Vilayats.
Das Ziel der Arbeit vor Ort steht unter dem Motto, Hoffnung in das Leben der Bewohner des Stadtteils Hazrat Nizamuddin Basti und der angrenzenden Slums zu bringen, indem die alte Tradition der Vergabe von Almosen an Sufi-Mausoleen zeitgemäß uminterpretiert wird. Zusätzlich zur karitativen Hilfe an Bedürftige im Gesundheitsbereich und insbesondere Gesundheitsvorsorge gibt das Projekt den Menschen gerade über die Ausbildung im schulischen und außerschulischen Bereich nachhaltige Hilfe zur Selbsthilfe und Selbstvertrauen in die eigenen Möglichkeiten, damit sie sich eine menschenwürdige Lebensgrundlage schaffen können, die sie unabhängig von Transferleistungen macht.